# Apilocrocis steinbachi
Apilocrocis steinbachi là một loài bướm đêm trong họ Crambidae.